# Championnat de Biélorussie de football 2003
Navigation
Saison précédente Saison suivante
La saison 2003 du Championnat de Biélorussie de football était la 13e édition de la première division biélorusse. Elle regroupe les seize meilleurs clubs biélorusses au sein d'une poule unique qui s'affrontent en matchs aller et retour. En fin de saison, les deux derniers du classement sont relégués en D2 et remplacés par les deux meilleurs clubs de First League.
Cette saison, c'est le FK Gomel qui devient champion de Biélorussie pour la première fois de son histoire en terminant en tête du classement, 8 points devant le BATE Borisov, le tenant du titre et 10 points devant le FK Dynamo Minsk.

## Les 16 clubs participants
| - FK Dynamo Minsk - FK Molodekhno 2000 - FK Dynamo Brest - Torpedo Jodzina - Neman-Belcard Grodno - Lokomotiv Minsk - Promu de First League - FK Dnepr-Transmash Moguilev - Naftan Novopolotsk - Promu de First League | - Zvyazda-VA-BDU Minsk - Torpedo-MAZ Minsk - Shakhtyor Soligorsk - FK Belshina Babrouïsk - BATE Borisov - FK Slaviya Mozyr - FK Gomel - Daryda Minsk Rayon - Promu de First League |

## Compétition
Le barème de points servant à établir le classement se décompose ainsi :
- Victoire : 3 points
- Match nul : 1 point
- Défaite : 0 point

### Classement
| Rang | Équipe                  | Pts | J  | G  | N  | P  | Bp | Bc | Diff |
| ---- | ----------------------- | --- | -- | -- | -- | -- | -- | -- | ---- |
| 1    | FK Gomel                | 74  | 30 | 23 | 5  | 2  | 56 | 12 | +44  |
| 2    | BATE Borisov T          | 66  | 30 | 20 | 6  | 4  | 70 | 21 | +49  |
| 3    | FK Dynamo Minsk C       | 64  | 30 | 20 | 4  | 6  | 62 | 24 | +38  |
| 4    | Torpedo-SKA Minsk       | 64  | 30 | 19 | 7  | 4  | 54 | 20 | +34  |
| 5    | Shakhtyor Soligorsk     | 64  | 30 | 19 | 7  | 4  | 60 | 23 | +37  |
| 6    | Torpedo Jodzina         | 49  | 30 | 13 | 10 | 7  | 44 | 25 | +19  |
| 7    | Neman Grodno            | 39  | 30 | 10 | 9  | 11 | 24 | 35 | -11  |
| 8    | Naftan Novopolotsk P    | 35  | 30 | 10 | 5  | 15 | 39 | 49 | -10  |
| 9    | Dnepr-Transmash Mogilev | 34  | 30 | 8  | 10 | 12 | 38 | 46 | -8   |
| 10   | FK Belshina Babrouïsk   | 32  | 30 | 8  | 8  | 14 | 44 | 50 | -6   |
| 11   | FK Dynamo Brest         | 27  | 30 | 5  | 12 | 13 | 21 | 49 | -28  |
| 12   | Zvyazda-VA-BDU Minsk    | 25  | 30 | 7  | 4  | 19 | 23 | 64 | -41  |
| 13   | Daryda Minsk Rayon P    | 25  | 30 | 7  | 4  | 19 | 22 | 45 | -23  |
| 14   | FK Slaviya Mozyr        | 25  | 30 | 6  | 7  | 17 | 29 | 64 | -35  |
| 15   | Lokomotiv Minsk P       | 24  | 30 | 5  | 9  | 16 | 16 | 42 | -26  |
| 16   | FK Molodekhno 2000      | 16  | 30 | 3  | 7  | 20 | 19 | 52 | -33  |

|  | Qualification pour la Ligue des champions 2004-2005                        |
|  | Qualification pour la Coupe UEFA 2004-2005                                 |
|  | Qualification pour la Coupe UEFA 2003-2004 et pour la Coupe Intertoto 2004 |
|  | Relégation en deuxième division                                            |

## Bilan de la saison
| Championnat de Biélorussie de football 2003 |                      |
| Champion                                    | FK Gomel (1er titre) |
| Coupes et trophées                          |                      |
| Vainqueur de la Coupe de Biélorussie 2003   | FK Dynamo Minsk      |
| Qualifications continentales                |                      |
| Ligue des champions 2004-2005               | FK Gomel             |
| Coupe UEFA 2003-2004                        | FK Dynamo Minsk      |
| Coupe UEFA 2004-2005                        | BATE Borisov         |
| Coupe Intertoto 2004                        | FK Dynamo Minsk      |
| Promotions et relégations                   |                      |
| Promus en Premier League                    | MTZ-RIPA Minsk       |
| Promus en Premier League                    | Lokomotiv-96 Vitebsk |
| Relégués en First League                    | FK Molodekhno 2000   |
| Relégués en First League                    | Lokomotiv Minsk      |